# Anthurium hodgei
Anthurium hodgei är en kallaväxtart som beskrevs av Croat, M.M.Mora och Oberle. Anthurium hodgei ingår i släktet Anthurium och familjen kallaväxter. Inga underarter finns listade.